# Edificio La Previsora
El Edificio La Previsora, es un rascacielos ubicado en Guayaquil, Ecuador, es el segundo más alto del país, con 135 metros. También es el segundo que cuenta con la mayor cantidad de pisos: 35. Fue construido entre 1991 y 1995 por la constructora chilena LPV y fue inaugurado el 4 de junio de 1995, está localizado en la Avenida Nueve de Octubre y Avenida Malecón Simón Bolívar. Desde la quiebra del Banco, en el año 2000, pasó a ser ocupado por oficinas y en el 2013, pasó a ser ocupado por una sucursal de la Asamblea Nacional del Ecuador, a la que denominan “Casa Legislativa”. también está la matriz del Ministerio de Producción, Comercio Exterior, Inversiones y Pesca, Banco Central del Ecuador, Servicio Nacional de Aduana del Ecuador, Procuraduría General del Estado, y la Defensoría Pública en su planta baja. Cuenta con un helipuerto y alberga al Bankers Club.